# Блатный, Франтишек
Франтишек Блатный (чеш. František Blatný; 2 апреля 1933 — 16 декабря 2015) — чешский шахматист.

## Биография
В финале чемпионата Чехословакии по шахматам впервые принял участие в 1954 году. В 1962 году стал бронзовым призером, а два года спустя, в 1964 году, поделил первое место с Властимилом Янсой, но проиграл ему матч за звание чемпиона. С 1965 года до мая 2011 года ввел шахматный отдел в старейшей газете Брно «Rovnost».
Представлял сборную Чехословакии на крупнейших командных шахматных турнирах:
- в шахматных олимпиадах участвовал два раза (1962—1964);
- в командных чемпионатах Европы по шахматам участвовал два раза (1957, 1970). В командном зачете завоевал бронзовую медаль (1957);
- в всемирных студенческих командных чемпионатах участвовал четыре раза (1955, 1957-1959). В командном зачете завоевал две бронзовые медали (1957, 1958).

Отец гроссмейстера Павела Блатного.